# Philippe de Méran
Philippe, comte de Méran (de) (en allemand : Philipp von Meran ou Philipp Meran ou Philipp Graf Meran),  est né le 11 décembre 1926 à Csákberény, en Hongrie. Il est le fondateur et le conservateur du musée de la chasse du château d’Eggenberg, en Styrie, en Autriche. C'est aussi un historien de la chasse et un écrivain de langue allemande. 

## Famille
Le comte Philippe de Méran est un descendant en ligne morganatique de l’archiduc Jean-Baptiste d'Autriche (1782-1859). 
Philippe de Méran est le fils du comte Philippe de Méran (1894-1950) et de son épouse la comtesse Marie-Anne de Eltz (1900-1994). Il est donc le petit-fils de Jean-Stéphane de Méran (1867-1947), chef de la ligne de Méran, mais appartient à une branche cadette de la famille.
Philippe de Méran est le cousin germain du directeur musical Nikolaus Harnoncourt.

## Biographie
Philippe de Méran passe sa jeunesse en Hongrie mais il doit quitter le pays en 1948 et s’installe alors en Autriche. Il établit sa résidence en Styrie et met en place le Musée de la chasse du château d’Eggenberg, dont il est conservateur jusqu’en 1991, année où il prend sa retraite.
Parallèlement, Philippe de Méran publie de nombreux ouvrages et articles consacrés à la chasse.  En 1977, il reçoit le prix littéraire de l’International Council for Game and Wildlife Conservation pour son œuvre (ICGWC), Schriftstellerischen. 
Philippe de Méran reçoit plusieurs décorations nationales et régionales autrichiennes. En 1992, il reçoit la plus haute distinction de l'ICGWC pour son travail.

## Œuvres
- (de) Philipp Graf Meran, Die Zeit wirft keine Schatten Gedanken und Beobachtungen eines Jägers, Stocker, 1982  (ISBN 3702004149)
- (de) Philipp Graf Meran, Das Blatt weiß nicht, wohin es fällt, Stocker, 1985  (ISBN 3702004882)
- (de) Philipp Graf Meran, Zwischen Weckruf und Strecke, Stocker, 1996  (ISBN 370200193X)
- (de) Philipp Graf Meran, ...und übrig blieb die Jagd. Großdruck. Lebenserinnerungen aus dem alten Ungarn, Madsack, 1996  (ISBN 3827119596)
- (de) Philipp Graf Meran, Wenn die Wolken weiterziehen. Ein Leben für die Jagd, Stocker Leopold Verlag, 1998  (ISBN 3702006427)
- (de) Philipp Graf Meran, Schnepfenzauber, Stocker, 1998  (ISBN 3702008187)
- (de) Philipp Graf Meran, Spätsommerabend. Ein Jäger blickt zurück, Stocker, 1999  (ISBN 370200856X)
- (de) Philipp Graf Meran, Im Zauber des Herbstes..., Stocker, 2006  (ISBN 3702011293)